# Sofía Heinonen
Sofía Heinonen (nascida em 1969, em Buenos Aires) é uma bióloga e ativista conservacionista argentina, conhecida por seu engajamento no reflorestamento dos pântanos salgados da Reserva Provincial Iberá pós-incêndios.

## Vida pregressa
Nascida em Buenos Aires, na Argentina, Sofía Heinonen mudou-se para a selva e depois para Corrientes (capital da província de mesmo nome, na Argentina), onde vive desde a década de 1990 e criou seus filhos, em Iberá.

## Ativismo
Através da Fundação Rewilding Argentina, onde dirige uma equipe de 170 pessoas, participou da restauração de vários ecossistemas através do reflorestamento e da reintrodução de espécies autóctones por favorecer a biodiversidade. Desde 2005, a entidade centrou-se na recuperação das marismas de Iberá, onde conseguiram reintroduzir o jaguar depois de sua extinção na natureza. A entidade compra campos com a ajuda de doadores, restaura os ecossistemas e os entraga ao Estado para que funcionem como parques naturais. Em 2022, Sofía Heinonen explicou o funcionamento da entidade à revista Nature.

## Reconhecimento
Em 2022, Sofía Heinonen foi reconhecida como uma das 100 mulheres mais inspiradoras do mundo pela  BBC, por contribuir durante mais de 30 anos para a criação de espaços naturais protegidos.